# فونيكس (لعبة فيديو)
فونيكس (بالإنجليزية: Phoenix)، هي لعبة فيديو يابانية من نوع شوتم أب، وهي من تطوير ونشر شركة أتاري، صدرت اللعبة في الأسواق سنة 1980، وتعمل على منصتي آركيد وأتاري 2600.